# 坎特伯雷故事集
《坎特伯雷故事集》，是由英國詩人杰弗里·乔叟所創作的一部詩體短篇小說集。首次印刷出版為1476年版。

## 序言
根據《坎特伯里故事集》的序言，有大約30名左右的朝聖者聚集在一家名為Tabard的旅館，整裝前往約70英里外的坎特伯里。其中店主哈里·貝利自告奮勇擔任導遊，並提議每人在往返途中各講兩個故事，以解五天旅途中的無聊寂寞，看誰的故事講得最好，可以免費吃一頓飯。
這些朝聖者中，有騎士、僧侶、侍從、商人、匠人、紡織匠、醫生、地主、農夫、海員、家庭主婦等，代表了廣泛的社會階層。主要故事包括愛情和騎士探險傳奇、宗教和道德故事、滑稽故事、動物寓言等。

## 篇幅
《坎特伯里故事集》是否完成存在一些爭議。第一是因為根據序言，應該要有30人各講4個故事，也就是總共一百二十個故事，但目前的《坎特伯里故事集》僅有24篇。第二緣由則是因為現存關於坎特伯里故事集共有超過80份手稿抄本及四個早期版本，在不同抄本中，故事的編排順序先後不一。特伯雷故事集的第一個印刷版本是威廉卡克斯頓的1476年版。此版本已知僅存 10 份，其中一份由大英圖書館收藏，一份由英國圖書館收藏福爾杰莎士比亞圖書館。

## 歷史背景
1386年，喬叟成為海關總署署長和治安法官，並於1389年成為國王產業管理員。在這些年裡，喬叟開始創作《坎特伯里故事集》。
有些讀者希望將《坎特伯里故事集》中的人物解讀為歷史人物。在分析喬叟的措辭和歷史背景後，他的作品似乎發展出對他生前社會的批判。
《坎特伯里故事集》通過塑造約三十位個性鮮明的人物，反映了當時各色各樣的人的生活和社會的全貌，因此傑弗里·喬叟也被認為是英國中世紀文學和文藝復興文學之間承上啟下的人物。
《坎特伯里故事集》與喬瓦尼·薄伽丘的《十日談》的相似之處比其他任何作品都多。與《坎特伯里故事集》一樣，《十日談》也有一個框架故事，其中幾個不同的敘述者講述了一系列故事。

## 結構
《坎特伯里故事集》為框架故事。學者認定喬叟主要集中在講述的故事而非旅途。其中故事內容包含喬叟對宗教、社會階級、習俗等方面的看法。坎特伯里故事集大多數的故事都是用雙韻詩體寫成的，喬叟自己講的梅裡白的故事則是散文體。
廚師和見習騎士沒有講完故事，商人、農民、修女，巴斯婦人，以及賣贖罪券者的故事被認為是本書的精華。

## 後世
2001年，荷里活拍了一部名為《騎士風雲錄》的電影，片名取自此書中〈騎士的故事〉（The Knight's Tale），而喬叟亦有在電影中出現，由保羅·彼特尼飾演。

## 外部資料
- Wikisource The Canterbury Tales . （页面存档备份，存于）
- 大英圖書館中文版網站 喬叟的《坎特伯里故事集》 （页面存档备份，存于）最後造訪2023/6/11
- Bisson, Lillian M. (1998). Chaucer and the late medieval world. New York: St. Martin's Press.
- Cooper, Helen (1996). The Canterbury tales. Oxford guides to Chaucer (2 ed.). Oxford: Oxford University Press.
- Pearsall, Derek Albert (1985). The Canterbury tales. Unwin critical library. London: G. Allen & Unwin.
- Scattered among the nations: documents affecting Jewish history, 49 to 1975. Alexis P. Rubin (ed.). Toronto, ON: Wall & Emerson. 1993.